# Halbitsa
Halbitsa (vitryska: Галбіца) är ett vattendrag i Belarus. Det ligger i den norra delen av landet, 160 km norr om huvudstaden Minsk.